# پورت دنیسن، استرالیای غربی
پورت دنیسن (به انگلیسی: Port Denison) یک شهرک در استرالیا است که در استرالیای غربی واقع شده‌است.